# Lenore Kight
Lenore M. Kight-Wingard (* 26. September 1911 in Frostburg, Maryland als Lenore Kight; † 9. Februar 2000 in Cincinnati, Ohio) war eine US-amerikanische Schwimmerin.

## Karriere
Lenore Kight, die für den Carnegie Library Athletic Club antrat, nahm an zwei Olympischen Spielen im Freistil über 400 Meter teil. Bei den Olympischen Spielen 1932 in Los Angeles qualifizierte sie sich jeweils als Gewinnerin ihres Vorlaufs und ihres Halbfinallaufs für das Finale, das sie auf dem zweiten Platz beendete. In 5:28,6 Minuten schloss sie den Finaldurchgang nur eine Zehntelsekunde hinter ihre Landsfrau Helene Madison auf dem Silberrang ab, aber 18,7 Sekunden vor der drittplatzierten Jenny Maakal aus Südafrika.
Vier Jahre darauf in Berlin war Kight, die ab 1936 verheiratet war und fortan unter ihrem neuen Namen Lenore Wingard international schwamm, erneut erfolgreich. Sowohl bei ihrem Vorlauf als auch bei ihrer Halbfinalteilnahme belegte sie den zweiten Platz und zog in ihr zweites olympisches Finale ein. Hendrika Mastenbroek aus den Niederlanden und die Dänin Ragnhild Hveger, die sich beide bereits zuvor schon jeweils gegen Wingard durchgesetzt hatten, waren auch im Endlauf wieder schneller als die US-Amerikanerin, die aber alle übrigen Finalteilnehmerinnen hinter sich ließ. Somit gewann sie als Dritte die Bronzemedaille hinter der siegreichen Mastenbroek und Hveger auf Rang zwei.
Im Laufe ihrer Karriere gewann Wingard 23 Titel der Amateur Athletic Union, wobei die Distanzen zwischen 100 Yards und einer Meile variierten. 24 US-Rekorde und sieben Weltrekorde gelangen ihr, ehe sie 1937 Profischwimmerin wurde. Auch nach ihrer aktiven Karriere blieb sie als Schwimmtrainerin dem Sport verbunden und stellte im Seniorenschwimmen noch zahlreiche Altersrekorde auf. 1981 wurde sie in die International Swimming Hall of Fame aufgenommen.